# Serhij Dychtjar
Serhij Dychtjar (ukrainisch Сергій Дихтяр', wiss. Transliteration Serhij Dychtjar’, russisch Сергей Дихтяр, Sergei Dichtjar, auch Sergej Dikhtjar; * 26. August 1975) ist ein ukrainischer Fußballspieler.

## Werdegang
Der 1,70 m große Stürmer stammt aus der Jugend von Dynamo Kiew. 1992 fiel er bei einem Jugendfußballturnier in Wettringen Klaus Fichtel auf, der seinerzeit Jugendtrainer des FC Schalke 04 war. Nach einem Probetraining verpflichteten ihn die Schalker. Sowohl in der Jugend- als auch in der Amateurmannschaft hatte er Schwierigkeiten mit den Trainern Klaus Fichtel und Klaus Fischer, die ihm Disziplinlosigkeit vorwarfen. Dennoch durfte er am letzten Spieltag der Saison 1993/94 in der ersten Mannschaft debütieren. In der Saison 1994/95 schien er den Durchbruch zu schaffen, als er am 3. September 1994 beim Auswärtsspiel gegen den TSV 1860 München in seinem zweiten Bundesligaeinsatz von Beginn an spielen durfte und mit dem 1:0-Siegtreffer das einzige Tor des Tages erzielte. Olaf Thon lobte ihn nach dem Spiel: „Er hat mich an meine alten Zeiten erinnert“. Ein Wadenbeinbruch und disziplinarische Probleme verhinderten jedoch seinen endgültigen Durchbruch auf Schalke.
Nach nur 13 Bundesligaeinsätzen ließ er sich nach der Saison 1995/96 reamateurisieren und wechselte zur SG Wattenscheid 09 in die damalige Regionalliga West/Südwest. Dort wurde er zum Stammspieler und stieg mit den Wattenscheidern in die 2. Bundesliga auf und in der Saison 1998/99 wieder ab.
Zur Saison 2000/01 schloss sich Sergej Dikhtjar dem 1. FC Saarbrücken nach dessen Wiederaufstieg in die 2. Bundesliga an. Dort kam er aber über die Rolle des Ergänzungsspielers nicht hinaus. Nach 20 Einsätzen für die Saarbrücker kehrte er noch während der Saison 2001/02 zur Winterpause zu den inzwischen in der Regionalliga Nord spielenden Wattenscheidern zurück. 2003 wechselte er dann zum Oberligisten SV Meppen und ein Jahr später zum Oberligakonkurrenten BV Cloppenburg. Nach fünf Jahren und 86 Spielen für den BVC wechselte Dikhtjar 2009 zum Oberligisten BSV Rehden, mit dem er 2012 in die Regionalliga Nord aufstieg.
Trainer
2013 begann Dikhtjar seine Trainerkarriere beim Kreisligisten SV Barver.